# Ralph L. Roys
Ralph L. Roys (* 14. Februar 1879 in Greenville, Michigan; † 1965 in Seattle, Washington) war ein Anthropologe und Historiker mit Forschungsschwerpunkt auf der postklassischen Maya-Kultur in Yucatán. Internationale Anerkennung erhielt er vor allem für seine Übersetzungen und Analysen medizinischer, historischer und administrativer Texte, die während der Kolonialzeit verfasst wurden.

## Leben
Roys graduierte im Jahr 1900 zum PhB (Bachelor of Philosophy) an der University of Michigan. Er trat zunächst in das Holzunternehmen der Familie ein und lebte von 1911 bis 1940 in Vancouver, unterbrochen ab 1906 von regelmäßigen Reisen nach Mexiko. 1920 erschien sein erster wissenschaftlicher Artikel über die Maya. Im Jahr 1921 unternahm er seine erste Forschungsreise nach Yucatan. Er war Mitarbeiter des mittelamerikanischen Forschungsinstituts der Tulane University in New Orleans sowie der Abteilung für Historische Forschung der Carnegie Institution of Washington (seit 2007: Carnegie Institution for Science). Weiterhin war er Professor für Anthropologie an der University of Washington, Ehrenmitglied des Royal Anthropological Institute of Great Britain and Ireland, und ab 1965 – in Würdigung seiner Lebensleistung zur Erforschung der Mayakultur in Yucatán – Ehrendoktor an der Universidad Autónoma de Yucatán.

## Werke (Auswahl)
- The ethno-botany of the Maya, New Orleans/Los Angeles 1931 (= The Tulane University of Louisiana Middle American Research Series. Band 2).
- The Book of Chilam Balam of Chumayel, Carnegie Institution of Washington Publication 438. Washington, DC 1933. (PDF), (Htm)
- The Titles of Ebtun, Carnegie Institution of Washington Publication 505. Washington, DC 1939.
- The Indian Background of Colonial Yucatan, Carnegie Institution of Washington. Washington, DC 1943.
- (mit France V. Scholes) The Maya Chontal Indians of Acalan-Tixchel: A Contribution to the History and Ethnography of the Yucatan Peninsula, Carnegie Institution of Washington Publication 560. Carnegie Institution of Washington, DC 1948.
- Political Geography of the Yucatan Maya, Carnegie Institution of Washington. Washington, DC 1957. (Leseprobe)
- Literary Sources for the History of Mayapan, in: Mayapan, Yucatan, Mexico (Harry E. D. Pollock, ed.), pp. 24–86. Carnegie Institution of Washington  Publication 619. Washington, DC 1957.
- The Ritual of the Bacabs, Oklahoma 1965.